# Cyclanthus bipartitus
Cyclanthus bipartitus är en enhjärtbladig växtart som beskrevs av Pierre Antoine Poiteau och Achille Richard. Cyclanthus bipartitus ingår i släktet Cyclanthus och familjen Cyclanthaceae. Inga underarter finns listade.

## Bildgalleri

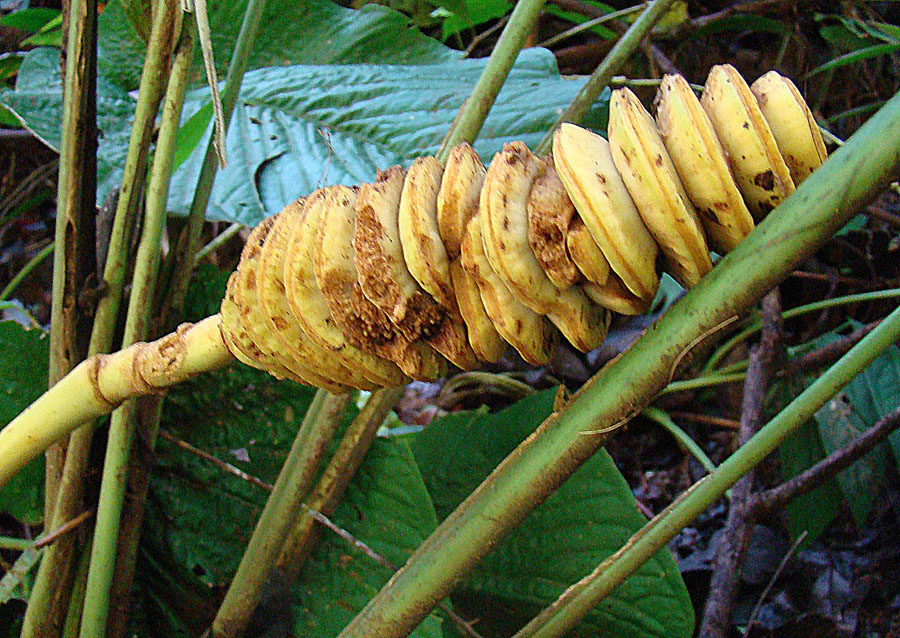